# Ulice

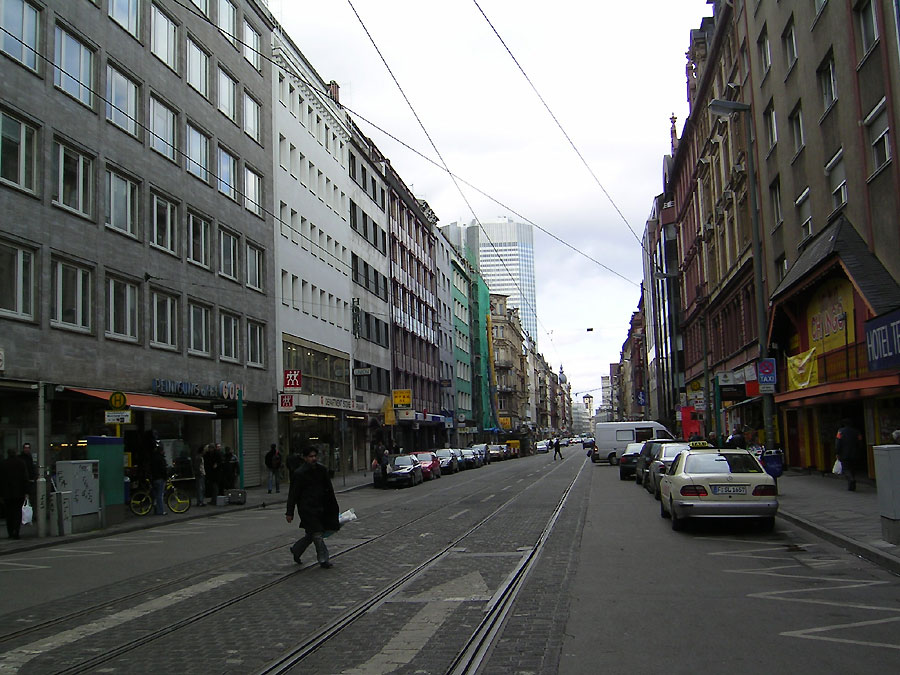
Ulice ve Frankfurtu nad Mohanem

Ulice je veřejné prostranství v zastavěné části obce, kterou obvykle tvoří obytné domy a další stavby uspořádané kolem místní komunikace tvořené vozovkou lemovanou chodníky. Domy v jedné ulici bývají v Česku ve větších městech a v některých zemích označeny tzv. orientačními čísly, kdy se čísluje od začátku ulice, po jedné straně lichými čísly, po druhé sudými čísly. Velké ulice, zpravidla v centru měst, bývají označeny jako třídy nebo bulváry.
Známými ulicemi jsou newyorská Fifth Avenue, londýnská Downing Street, ostravská Stodolní nebo pražská Národní třída.
Nejužší pojmenovaná ulice v ČR je Katova ulička.